# Alwyn Hamilton
Alwyn Hamilton, född 10 september 1988 i Toronto, är en kanadensisk författare inom genren ungdomslitteratur.
Hamilton hade bott i Europa och i Kanada innan hennes föräldrar bestämde sig för att bosätta sig i Frankrike. Hon växte upp i Beaune, en liten stad i departementet Côte-d'Or innan hon flyttade till England för att studera konsthistoria vid King's College i Cambridge. Efter examen flyttade hon tillbaka till Frankrike där hon arbetade för auktionshuset Christies, innan hon åter flyttade till England, nu till London.

## Författarskap
Rebel of the Sands är Hamiltons debutroman och den första i en serie om tre. Serien, som utgör en del av fantasy-genren, vänder sig till ungdomar.  I debutromanen lämnar huvudpersonen Amani sin hemstad Dustwalk och reser genom ett magiskt landskap för att komma till det påhittade landet Maraji,  allt för att undvika att bli bortgift med sin farbror. Debutromanen nominerades till Young Adult Library Services Associations Teen's Top 10 list år 2017. Boken fick bra recensioner.
Den andra boken i serien, Traitor to the Throne, fortsätter historien om Amani, som visar sig vara halvdjinn och ha magiska krafter.
The Globe and Mail beskrev serien som en korsning av Den långa färden och Aladdin. Hamilton har själv uppgivit att Tusen och en natt varit en viktig inspirationskälla.
År 2017 köpte Willow Smith filmrättigheterna till debutromanen.

### Serien Rebel of the Sands
- 2016: Rebel of the Sands
- 2017: Traitor to the Throne
- 2017: Hero at the Fall